# Bennys badekar
Pour plus de détails, voir Fiche technique et Distribution.
Bennys badekar est un film d'animation danois réalisé par Jannik Hastrup et Flemming Quist Møller et sorti en 1971. 

## Fiche technique
- Titre original : Bennys badekar
- Réalisation : Jannik Hastrup, Flemming Quist Møller
- Scénario : Flemming Quist Møller
- Photographie : Poul Dupont
- Montage : Henrik Carlsen
- Musique : Hans-Henrik Ley
- Pays d'origine : Danemark
- Langue originale : danois
- Format :
- Genre : animation
- Durée : 41 minutes
- Dates de sortie :  
  - Danemark : 6 mars 1971

## Distribution
- Bo Jakobsen : Benny
- Jesper Klein : Haletudsen
- Peter Belli : Blæksprutten
- Jytte Abildstrøm : Dagny
- Otto Brandenburg : Hummerdrengen
- Jytte Hauch-Fausbøll : Bennys mor
- Rolf Krogh : Ornitologen
- Povl Dissing : Sørøver
- Per Goldschmidt : Sørøver
- Per Tønnes Nielsen : Cowboy
- Aya : Havfrue
- Maia Årskov : Havfrue
- Trille (da) : Havfrue
- Christian Sievert : Krabbe
- Allan Botschinsky : Søhest